# 마리우폴 병원 공습
2022년 3월 9일, 러시아 공군은 2022년 러시아의 우크라이나 침공 중 우크라이나 마리우폴의 어린이 병원과 산부인과 병동으로 기능하는 종합 병원인 '제3산부인과병원'을 폭격, 최소 4명이 사망하고 최소 16명이 부상, 1명이 사산했다.
우크라이나 대통령 볼로디미르 젤렌스키, 유럽 연합 외교 문제·안보 정책 고위대표 주제프 보렐, 영국 국방장관 제임스 히피는 이번 폭격을 전쟁범죄로 규정했다. 3월 10일 러시아 외무부 장관과 국방부는, 앞서 3월 7일 러시아 UN 대표 바실리 네벤자가 말한 대로, 제1 마리우폴 산부인과 병원 근처에 주둔한 것으로 추정되는 우크라이나 군대의 존재로 폭격이 정당화된다고 주장했다. 여러 언론 기관은 러시아의 주장이 거짓이라고 일축했다.

## 배경
2022년, 2022년 러시아의 우크라이나 침공 당시 러시아군과 친러시아군이 도시를 포위했다. 결국 러시아와 우크라이나 당국은 2022년 3월 9일 인도주의적 통로를 통해 마리우폴과 우크라이나의 다른 4개 마을에서 민간인을 대피시키는 데 동의했다.

## 폭격
마리우폴의 한 아동 및 산부인과 병원 (제3산부인과병원)은 휴전 기간 동안 공중에서 러시아군에 여러 차례 폭격을 받았다.
우크라이나 당국은 병원이 "막대한" 피해를 입었다고 설명했다. 공격 이후의 비디오 영상 속 "건물 전면의 많은 부분이 ... 찢어져 버렸"고 "밖에서 불타고 있는 부서진 자동차"도 보였다.병원 병동은 "잔해로 변했고, 벽은 무너졌으며, 돌무더기가 의료 장비를 덮었고, 창문은 날아가 산산조각났다."
우크라이나 대통령 볼로디미르 젤렌스키는 사람들이 적시에 공격으로부터 "숨겨져" 사상자 수가 최소화되었다고 말했다.

## 피해자
2022년 3월 9일 도네츠크 주 주지사는 분만 중인 여성을 포함한 17명이 폭탄 테러로 부상을 입었다고 밝혔다. 신경과 전문의 올렉산드라 슈체르베트에 따르면 "여성, 신생아 및 의료진이 사망했다." 3월 10일, 지역 당국은 폭탄 테러로 한 소녀와 두 명이 사망했다고 밝혔다.
폭탄 테러로 사진에 찍힌 이름 없는 임산부는 다른 병원으로 옮겨졌지만 아이가 사산된 후 사망했다. 그녀는 폭탄 테러로 인해 골절된 골반과 분리된 고관절을 포함하여 수많은 부상을 입었고 이로 인해 아이가 사산되었다.
폭탄 테러로 사진에 찍힌 또 다른 임신부이자 유명 인스타그램 블로거인 마리안나 비셰기르스카야( 혼전 성씨 '포드구르스카야')는 다음 날 딸을 낳았다. 4월 초, 비셰기르스카야는 인터뷰에서 병원이 공습을 받은 것이 아니라 "포격"을 받았다고 말했다. 《AP》는 이 주장이 증거와 배치된다고 보도했다.

## 전쟁범죄 주장
유럽 연합 외교 문제·안보 정책 고위대표인 주제프 보렐은 이번 폭격을 전쟁 범죄라 칭했다. 영국 의회 국군 차관 제임스 히피는 병원 공격이 건물 지역에 대한 무차별 사격이든 의도적이든 "전쟁 범죄"라고 말했다. 우크라이나 지도자들도 비슷한 소감을 남겼다.

## 반응

### 우크라이나
마리우폴의 부시장 세르게이 오를로프는 "현대 사회에서 어떻게 어린이 병원을 폭격할 수 있는지 이해할 수 없다"고 말하며, 이번 공격을 전쟁범죄이자 대량학살이라고 불렀다. 마리우폴 시의회는 러시아 항공기에 의한 폭격은 의도적인 것이라고 논평했다. 젤렌스키는 이번 공격이 "우크라이나인 학살이 일어나고 있다는 증거"라고 주장했다.

### 러시아
3월 10일 러시아 외무부 장관과 국방부는 폭격의 정당성을 주창했다. 《우크라인스카 프라우다》에 따르면, 러시아 외무장관 세르게이 라브로프은 병원 폭격은 의도적이었다고 공언했다. 그는 “며칠 전 유엔 안전보장이사회 회의에서 러시아 대표단은 이 산부인과 병원이 아조프 대대와 여타 급진주의자들에 의해 오랫동안 점거되어 왔으며 모든 노동 여성, 모든 간호사, 모든 직원은 그곳을 떠나라는 명령을 들었습니다. 그곳은 극단주의 아조프 대대의 기지였습니다." 국방부 대변인 이고르 코나셴코프는 "마리우폴 지역에서 러시아 군용기는 지상 목표물을 타격하는 임무를 전혀 수행하지 않았다"며 "공습 혐의"는 "반대 공격을 유지하기 위한 완전히 준비된 도발"이라고 말했다. 이전에 러시아군은 아조프 대대와 아이다 대대가 마리우폴의 "학교, 병원 및 유치원"에서 "사격을 감행"하고 있다고 주장했다.
2022년 3월 10일 트위터는, 마리우폴 병원 공격이 "가짜"라고 주장하며 희생자 중 한 명인 마리안나 비셰기르스카야의 블로깅 경력을 들며 그녀를 "배우"라고 주장한 영국 주재 러시아 대사관의 트윗을 규칙 위반으로 삭제했다. 영국 정치인들은 이 조치를 환영하며 러시아 대사관이 허위 정보를 제공했다고 비난했다.
《메두사》는 유엔 주재 러시아 대표인 바실리 네벤자는 3월 7일 제3산부인과 병원이 아닌, 우크라이나 군대가 사격장으로 사용했다고 주장한 제1산부인과병원 (북위 47° 08′ 20″ 동경 37° 36′ 12″ / 북위 47.13892°  동경 37.60337°  )을 언급했다.《메두사》는 라브로프가 네벤자가 언급한 '제1' 병원을 폭격을 받은 '제3'병원 과 혼동했다고 서술했다.
2022년 3월 22일, 러시아 언론인 알렉산데르 네브조로프는 마리우폴의 산부인과 병원에 대한 러시아의 포격에 대한 정보를 게재한 후 러시아의 "가짜 뉴스"법에 따라 기소되었다. 3월 4일에 통과된 새로운 법에 따르면 그는 최대 15년의 징역형을 선고받을 수 있다.

### 국제 사회
영국 총리 보리스 존슨은 이번 공격을 "타락"이라고 표현했다. 미국 대통령 조 바이든의 대변인 젠 사키는 "주권 국가에서 무고한 민간인을 쫓기 위해 군사력을 ... 야만적으로 사용하는 것을 보는 것은 끔찍하다"고 말했다. 바티칸 시국의 추기경 피에트로 파롤린은 "민간인에 대한 용납할 수 없는 공격"이라며 유감을 표명했다. 유엔 사무총장 안토니오 구테흐스는 "끔찍하다"는 평과 함께 "이런 무의미한 폭력을 멈춰야 한다"고 말했다.
폭탄 테러는 국제 언론에서 광범위한 비난을 받았다. 《데일리 미러》와 《인디펜던트》는 "야만적"이라고 묘사했고,《데일리 익스프레스》는 이를 "악행"이라고 표현했으며, 《가디언》, 《파이낸셜 타임즈》, 《엘 파이스》는 "극악 행위"라 말했다. 이탈리아 신문 《일 지오날레》는 푸틴을 "전범"이라고 기술하는 한편, 《라 레푸블리카》는 "무고한 사람들의 죽음"을 비난했다.
그리스 공화국의 총리 키리아코스 미초타키스는 3월 18일 트위터를 통해 그리스가 "우리 마음에 소중하고 전쟁의 야만성을 상징하는 도시이자 우크라이나에 거주하는 소수 그리스인의 중심지인 마리우폴에 산부인과 병원을 재건할 준비가 돼 있다"고 밝혔다.

## OSCE 보고서
2022년 4월 13일 OSCE는 마리우폴 병원 공습을 다룬 보고서를 발표하며, 산부인과 병원이 명확하게 식별 가능하고 운영 중이며 러시아군이 전쟁 범죄를 저질렀음을 확인했다.

## 같이 보기
- 마리우폴 극장 공습 - 일주일 후, 같은 도시에 있는 여성과 어린이가 있는 민간 공습 대피소에 대한 공격

## 참고 자료

### 보고서
- Wolfgang Benedek, Veronika Bílková, Marco Sassòli (2022년 4월 13일). “Report on Violations of international Humanitarian and Human Rights Law, War Crimes and Crimes against Humanity Committed in Ukraine since 24 February 2022” (PDF). 《OSCE》. Warsaw.